# Alfredo Morales Cartaya
Alfredo Morales Cartaya (* 1947 oder 1948; † 30. Oktober 2010 in Havanna) war ein kubanischer Politiker.
Er war ehemaliger kubanischer Minister für Arbeit und soziale Sicherheit. Zum Zeitpunkt seines Todes war er Vorsitzender der Comisión Nacional del Sistema de Prevención y Atención Social. Zudem war er Generalsekretär der Central de Trabajadores de Cuba in der kubanischen Hauptstadt, Abgeordneter der Nationalversammlung seit 1992 und wurde auf dem dritten Parteikongress zum Mitglied des Zentralkomitees gewählt, dem er somit seit 1985 angehörte.
Er starb am 30. Oktober 2010 im Alter von 62 Jahren in Havanna.